# Csepel SC

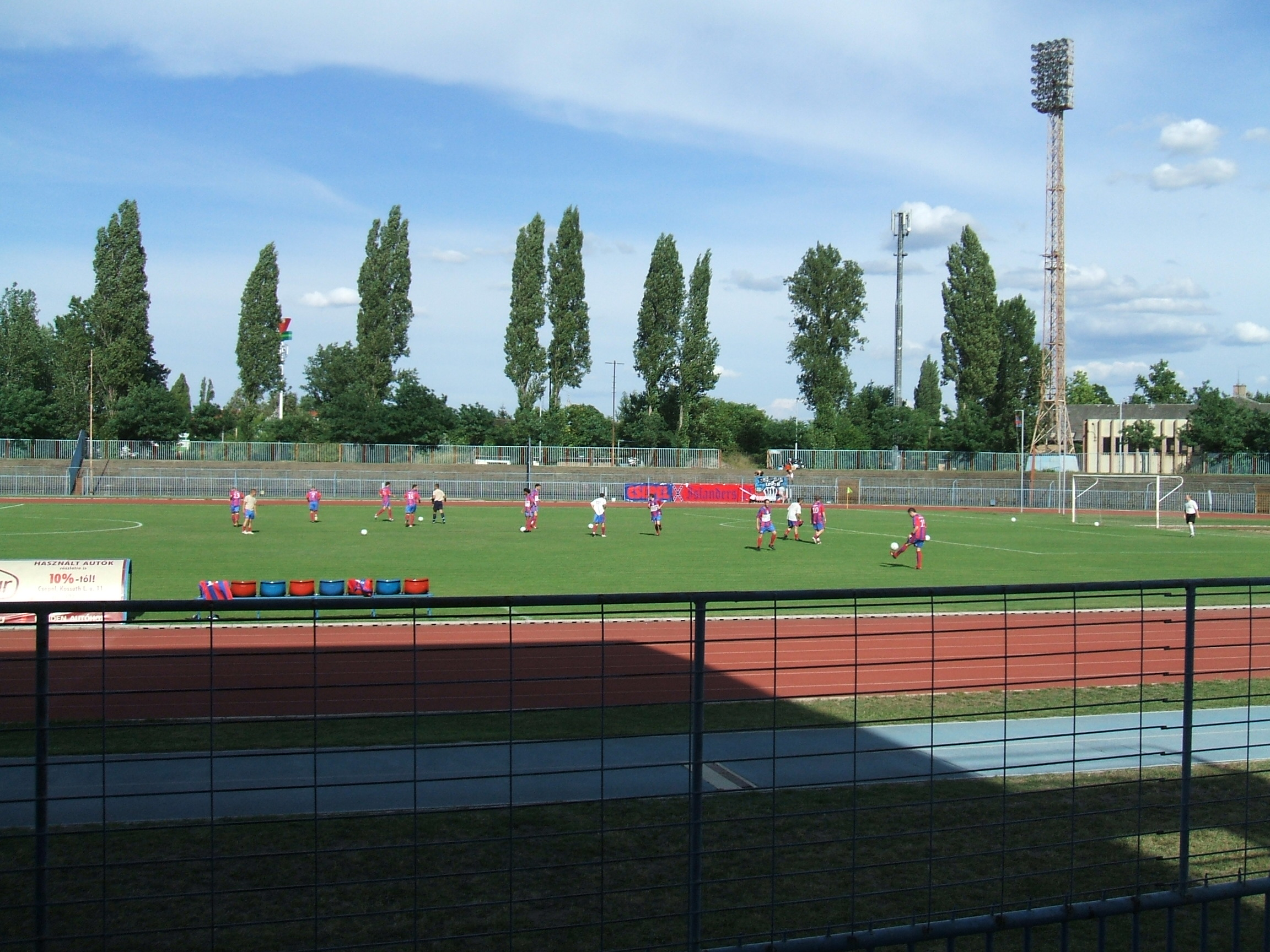
Stade Csepel

Le Csepel SC est un club de football hongrois basé à Budapest. Le club est fondé en 1912 sous le nom de Csepeli Torna Klub (qui signifie gymnaste club). Le club évolue au stade Béke téri dont la capacité est de 14 000 places.
Le club est sacré quatre fois champion de Hongrie : en 1942, 1943, 1948, 1959. Le club participe à la Ligue des champions en 1960, il est éliminé au premier tour par Fenerbahçe. En 1981, le club est finaliste de la Coupe Mitropa. Son dernier résultat notable est une 4e place en championnat lors de la saison 1982-1983. 
Le club possède à son actif 51 saisons en D1, jusqu'à sa relégation en D2 à l’issue de la saison 1996-1997.  

## Histoire

### Anciens noms du club
- 1912 - Csepeli TK
- 1932 - Csepel FC
- 1937 - Weisz-Manfréd FC Csepel
- 1944 - Csepel SC
- 1947 - Csepeli Mukás TE
- 1950 - Csepeli Vasas
- 1958 - Csepeli SC
- 1993 - Csepel SC-Kordax
- 1996 - Csepel SC

## Palmarès
- Championnat de Hongrie de football :
  - Champion : 1942, 1943, 1948, 1959